# Att se sig själv i andra (skulptur)

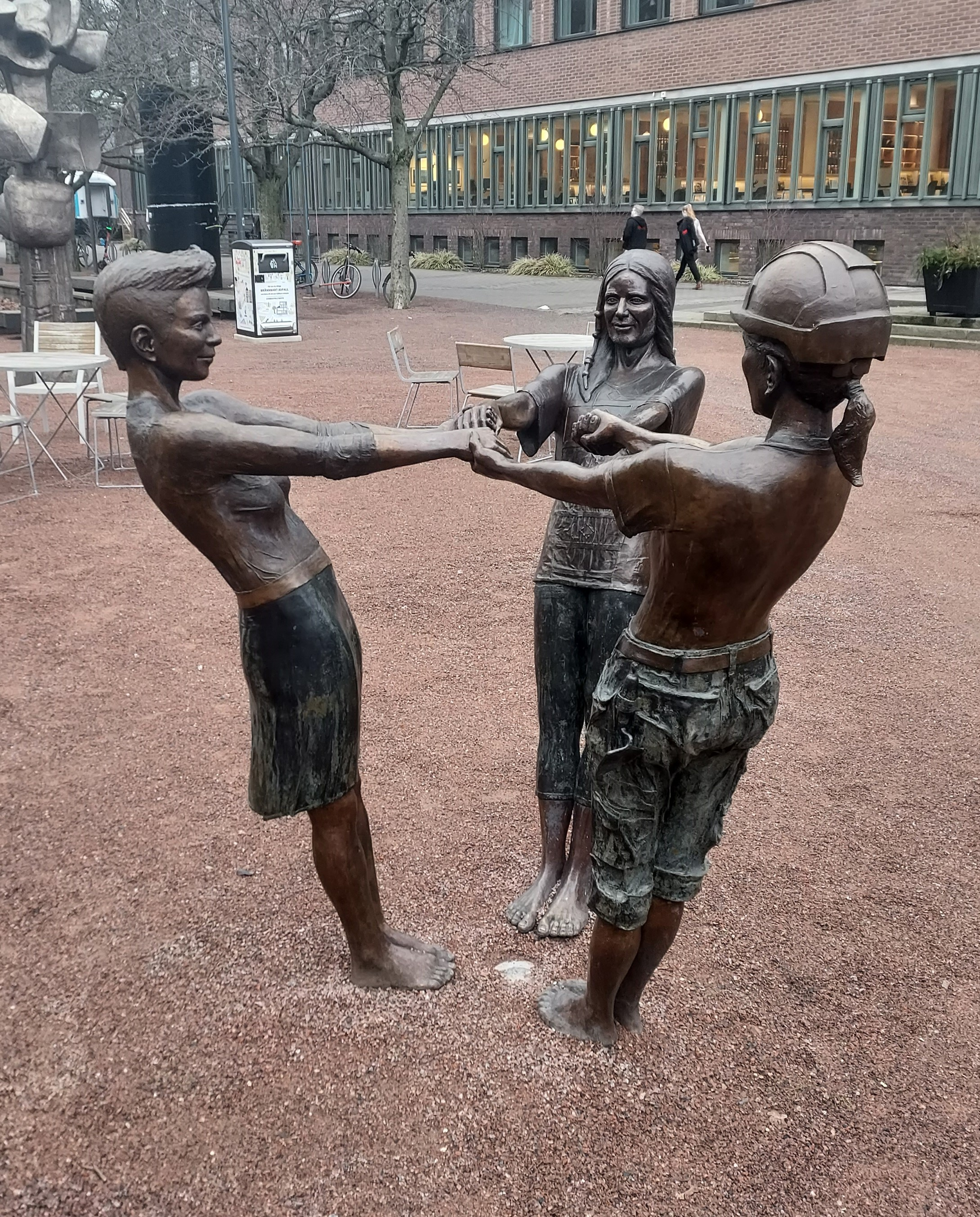
Bild av skulpturen Att se sig själv i andra av Emma Ströde-Falk.

Att se sig själv i andra är ett offentligt konstverk av Emma Ströde-Falk på Chalmers campus Johanneberg i Göteborg.
Skulpturen består av en konstellation av tre människor som håller varandra i händerna och lutar sig bakåt på ett sådant sätt att alla faller om någon släpper taget. Skulpturen vill symboliskt visa på vikten av samarbete och människors beroende av varandra, men också den rikedom och mångfald människor har möjlighet att ge varandra. Skulpturen är placerad i närheten av entrén till institutionen för arkitektur och samhällsbyggnadsteknik på Sven Hultins Gata 6 på Chalmers-området i Göteborg. Titeln är lånad från Sven-Eric Liedmans bok Att se sig själv i andra: om solidaritet (1999).
Konstverket var ett av bidragen i en tävling utlyst av byggföretaget F O Peterson & Söner som ville fira sitt 150-årsjubileum genom att hylla generationer av arkitekter och byggare och markera kunskapens betydelse, där man ville skänka en skulptur till Chalmers och Göteborg. Det vinnande uppdraget i tävlingen gick till konstnären Emma Ströde Falk med bidraget Att se sig själv i andra. 
| Konstnären Emma Ströde-Falk och Chalmers rektor Stefan Bengtsson vid avtäckningen av skulpturen "Att se sig själv i andra" den 25 november 2021. |
| \| Anna-Lena Lundqvist \| |
| Anna-Lena Lundqvist |

Konstverket avtäcktes den 25 november 2021 av Chalmers rektor Stefan Bengtsson i närvaro av konstnären Emma Ströde Falk.